# Domenico Maggiotto

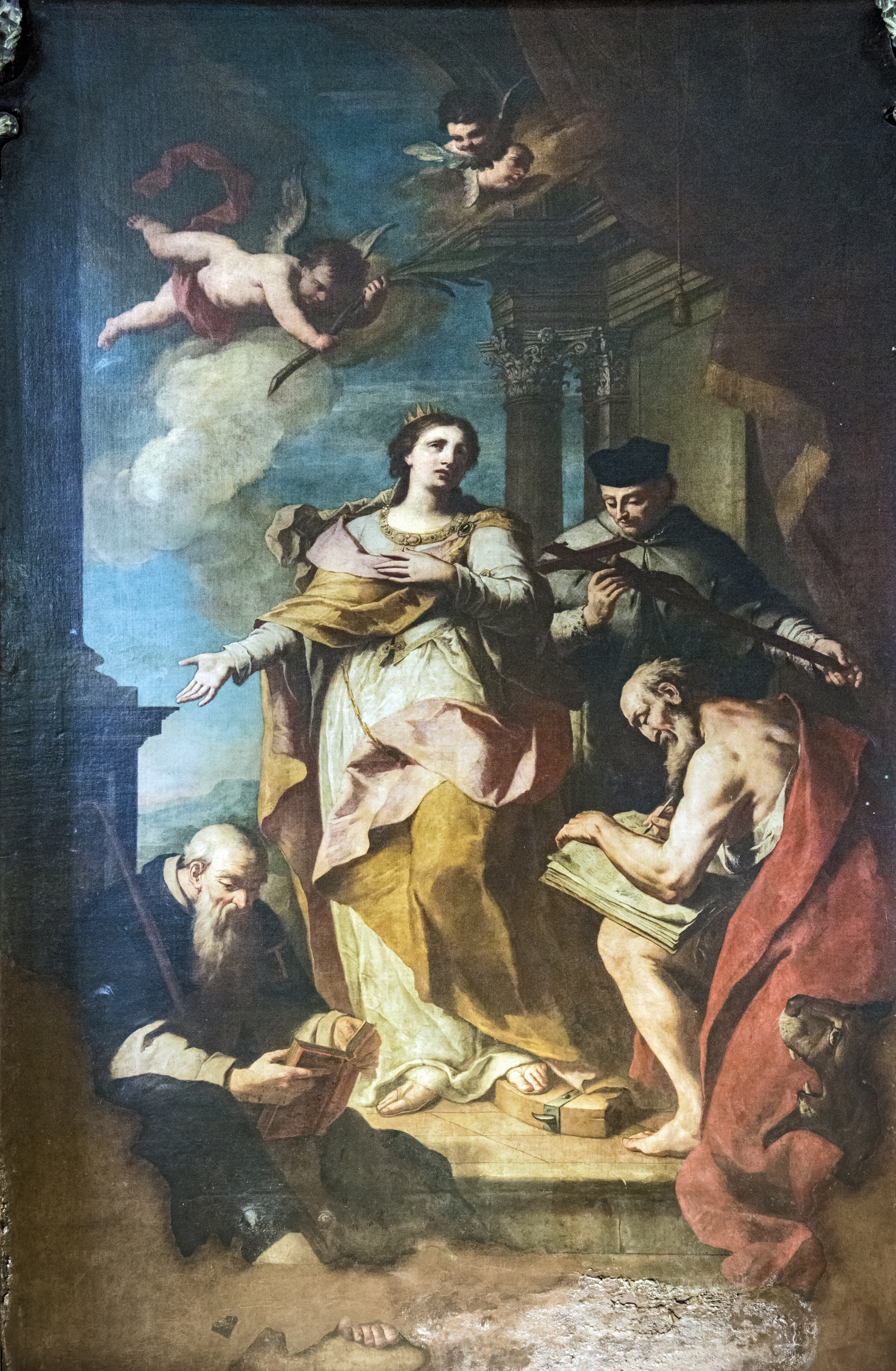
Santa Caterina con i santi Girolamo, Antonio abate e Giovanni Nepomuceno (1765)
Venezia, Chiesa dei Santi Apostoli.

Domenico Fedeli, detto il Maggiotto (attestato anche come Magiotto o Majotto; Venezia, 1712 – Venezia, 16 aprile 1794), è stato un pittore italiano.

## Biografia
Domenico Maggiotto era figlio del barcaiolo Sebastiano. 

Si formò nella bottega di Giovanni Battista Piazzetta dall'età di 10 anni, diventandone uno dei migliori allievi. Le opere comprese tra il 1730 e il 1750 rispecchiano l'espressione artistica del Piazzetta, sempre rappresentando figure, come il Ragazzo con il flauto (del 1745 a Ca' Rezzonico a Venezia). La plasticità delle forme e gli effetti del chiaroscuro sono gli elementi comuni e ricorrenti nelle opere di questo periodo.
Il 23 aprile 1738 sposò Elena Zuliani dalla quale ebbe i figli Francesco (che divenne anche lui pittore adottando il soprannome del padre come cognome) e Giuseppe Giovanni. La moglie morì il 16 giugno 1777. Dopo il 1754 si trasferì dalla zona di Santa Ternita alla parrocchia di San Giovanni in Bragora dove lui e il figlio Francesco erano iscritti alla Confraternita di San Giovanni Battista e dove risulta si sia sposato il figlio Giovanni. Per questa chiesa realizzò la tela (andata persa) La Vergine, l'Eterno, alcuni cherubini e due angeli e restaurò il Battesimo di Cristo  di Cima da Conegliano. Questo intervento portò all'artista non poche critiche, anche se numerose furono le commissioni per il restauro di opere d'arte.
Dal 1750 entrò a far parte del Collegio dei pittori e dal 1756 divenne membro dell'Accademia veneziana di pittura e scultura, su invito del Tiepolo dove ricoprì cariche amministrative e fu anche maestro.

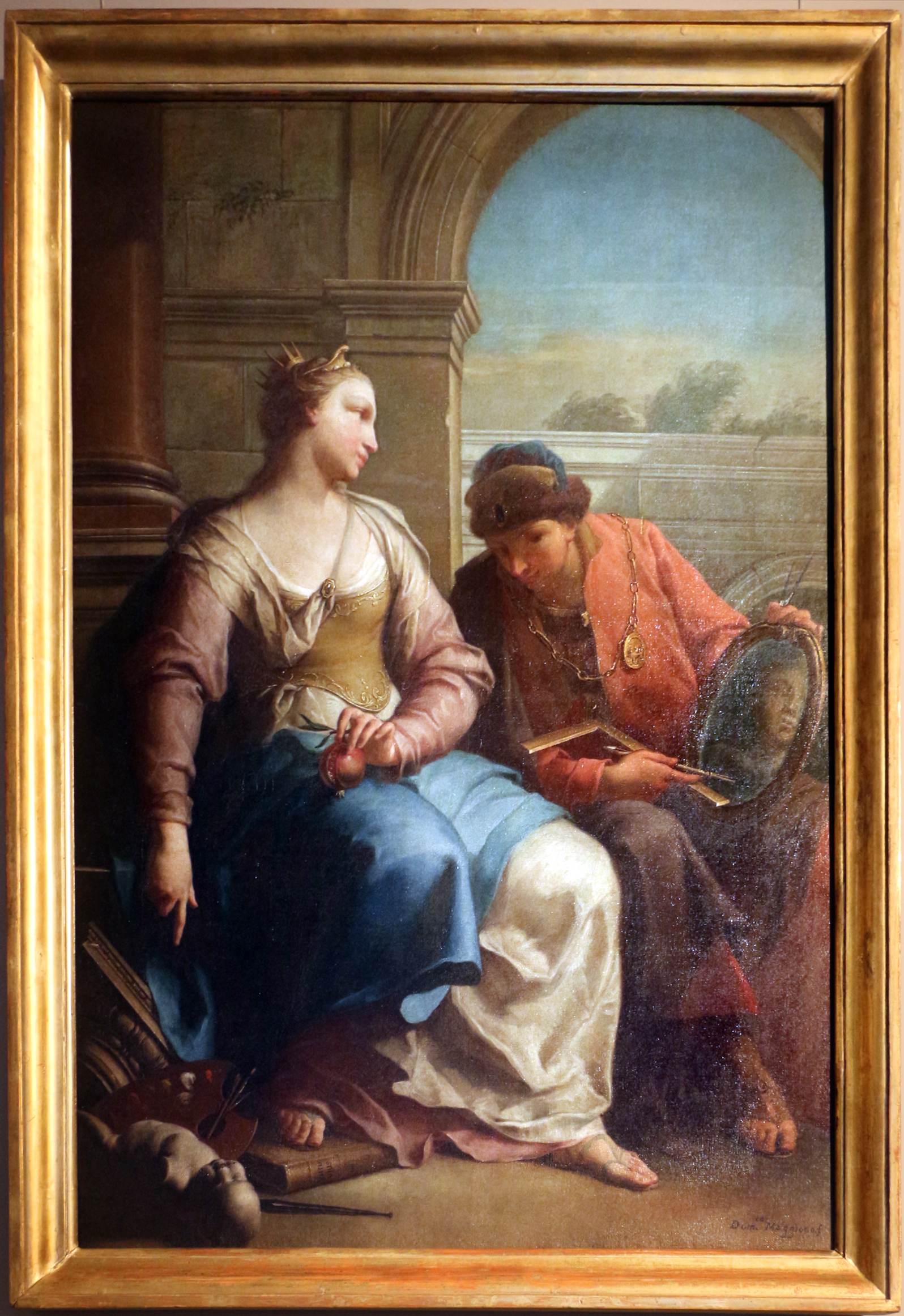
Allegoria dell'accademia (1762-63 ca.)
Venezia, Gallerie dell'Accademia.

Alla morte del suo maestro, Maggiotto moralmente disorientato dalla perdita della guida artistica, sviluppa una tendenza che si traduce artisticamente in un eclettismo impersonale. Se nella pala di San Nicolò Vescovo, san Leonardo e il beato Arcangelo Canetoli (1754) per la chiesa di San Salvador, già abbozzato dal Piazzetta, ripete forzosamente le intonazioni del maestro invece sotto una certa influenza di Gaspare Diziani, realizza, in tonalità molto chiare la pala Gesù bambino appare a santi Urbano papa, Antonio e Francesco di Paola (1758-9) nella parrocchiale di San Bartolomeo a Valnogaredo e il Miracolo di san Spiridione per la veneziana Pietà; produce anche due delle Stazioni della Via Crucis, la III e la XII (1755), per Santa Maria del Giglio. 
Era comunque scarsamente propenso alla realizzazione di opere di carattere religioso preferendo la pittura di genere. 
Poco più tardi nell'Allegoria dell'accademia (1762-63 ca.), ora nelle Gallerie, rivela una tendenza più accademica con rilevanti influenze del gusto classicheggiante romano.
La sua vita artistica può quindi essere divisa in tre periodi distinti: quello giovanile alla scuola del Piazzetta, quello intermedio, durante la sua maturità, con l'incapacità di proseguire indipendentemente con una propria linea artistica, e il terzo, in età avanzata, con la ripresa dei modelli giovanili in chiave arcadica.

## Opere
La critica moderna ha iniziato a ricostruire il catalogo del Maggiotto assegnandogli almeno una cinquantina di lavori assegnati oltre ad alcune opere note ma non più reperibili.
Soggetti religiosi

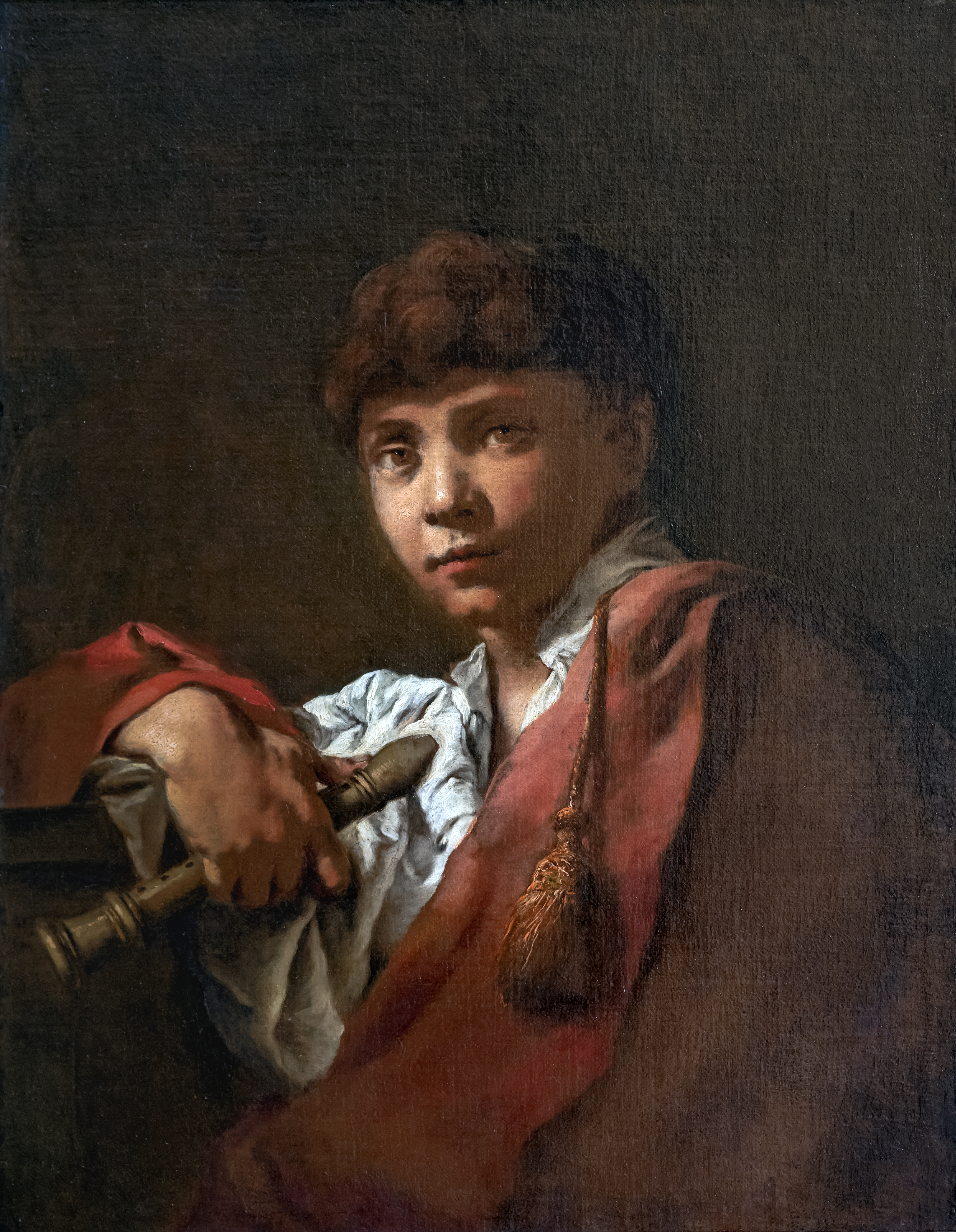
Ragazzo con piffero, Venezia, Museo del settecento veneziano

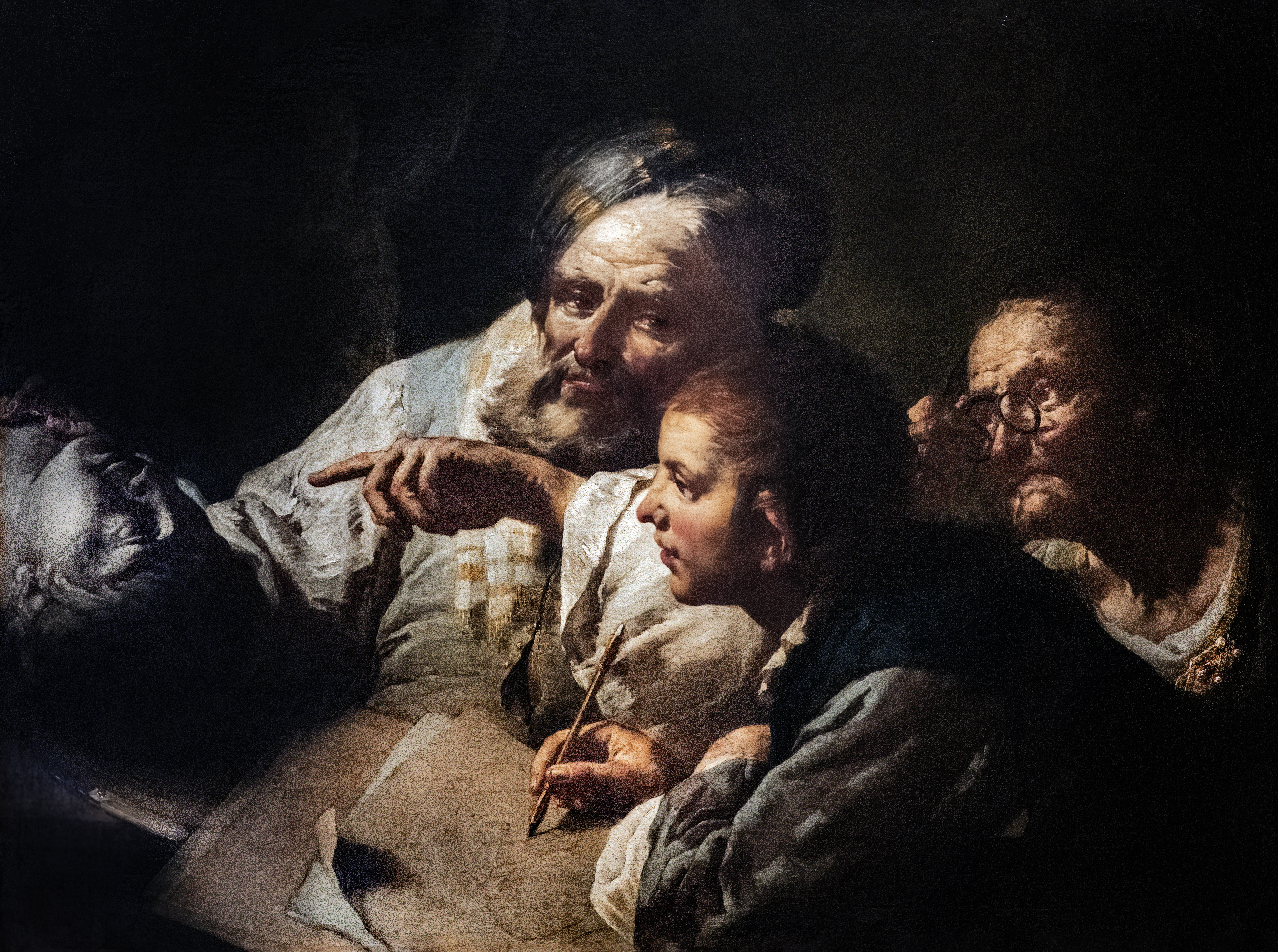
Lezione di disegno Museo civico di Santa Caterina Treviso

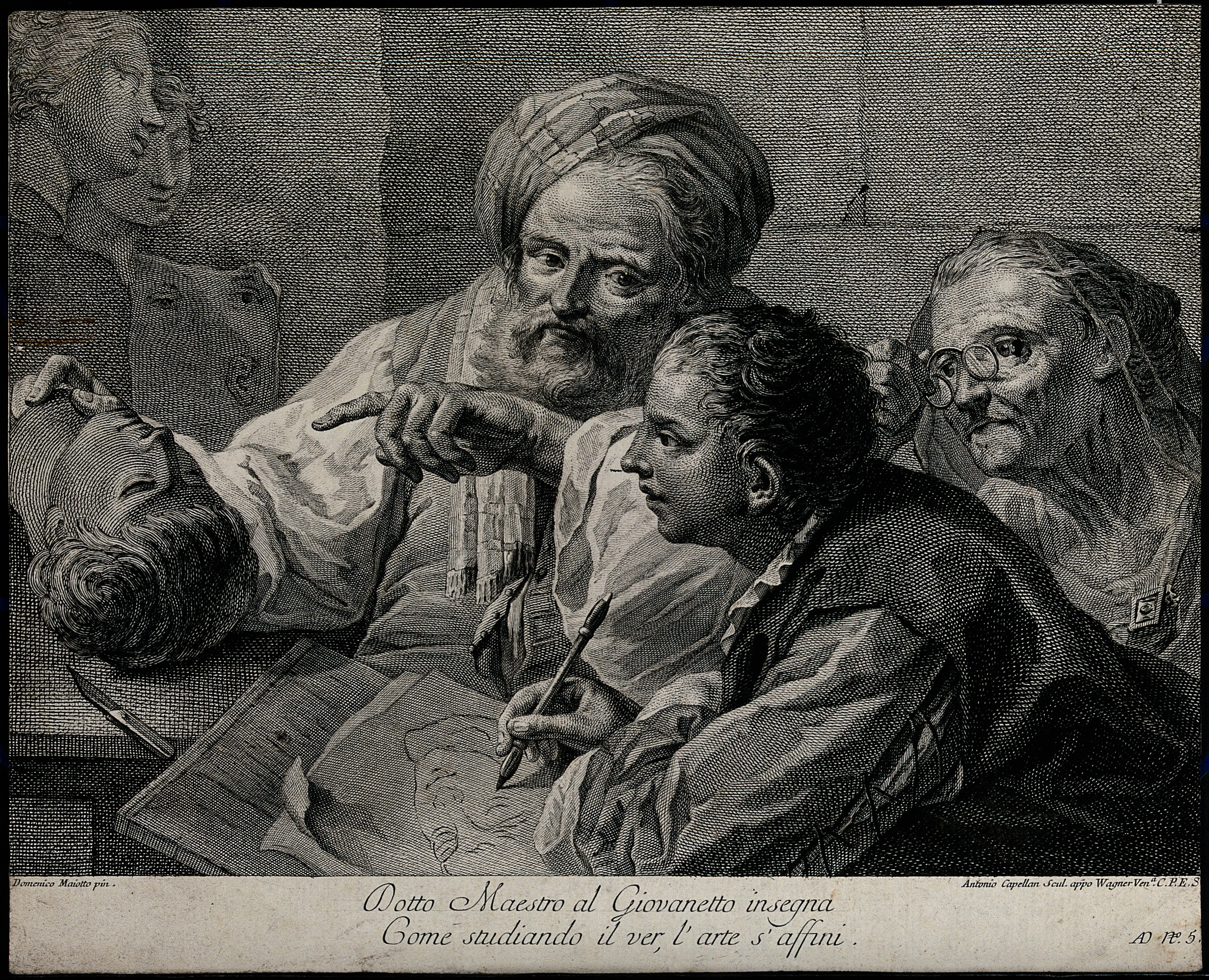
Domenico Maggiotto, incisione di Antonio Capellani, Lezione di disegno

- Gesù bambino appare ai santi Urbano papa, Antonio e Francesco di Paola (1758), Cinto Euganeo, parrocchiale di Valnogaredo;
- Miracolo di san Spiridione, Venezia, chiesa della Pietà;
- Trinità e santi, Venezia, chiesa di San Nicolò del Lido;
- Educazione della Vergine, Bergamo, Chiesa di Santa Grata inter Vites;
- Pentecoste, 1765 ca, Lendinara (Rovigo), Duomo di Santa Sofia;
- Santi Nicolò Vescovo, Leonardo e il beato Arcangelo Canetoli, Venezia, chiesa di San Salvador;
- Stazioni III e XII della Via Crucis (1755), Venezia, Chiesa di Santa Maria del Giglio;
- Santi Caterina, Girolamo, Antonio abate e Giovanni Nepomuceno, (1765), Venezia, chiesa dei Santi Apostoli;

Soggetti di genere
- Scena pastorale, Amburgo, Kunsthalle;
- Fanciulla addormentata con il pendant dei Fanciulli con canestro, Padova, collezione privata;
- Passeggiata campestre, Colonia, Wallraf-Richartz Museum;
- Ragazzo con piffero Venezia , Museo del settecento veneziano Ca' Rezzonico;
- Due pellegrini, Roma, collezione privata;
- Lezione di disegno, Ginevra, Musée d'Art et d'Histoire;
- Venditrice di frutta, Amsterdam, Rijksmuseum;

Soggetti storici e mitologici
- Volumnia che implora Coriolano, Padova, Musei civici agli Eremitani;
- Continenza di Scipione, Padova, Musei civici agli Eremitani;

Altri soggetti
- Giuditta e Oloferne, Hannover, Niedersächsisches Landesmuseum;
- Autoritratto Venezia, Museo Civico Correr;
- Ritratto del Procuratore Lorenzo Morosini, Rovigo, Accademia dei Concordi:
- Allegoria dell'Accademia e del Disegno (1762- 1763 c.), Venezia, Gallerie dell'Accademia;